# KEIRINグランプリ2021
KEIRINグランプリ2021（ケイリングランプリにーぜろにーいち）は、2021年12月30日に静岡競輪場にて行われた、KEIRINグランプリの37回目の開催。格付けはGP。優勝賞金は1億830万円（本賞金のみは1億330万円）。

## 出場選手
- 2021年11月23日に行われた第63回朝日新聞社杯競輪祭決勝戦終了後、出場選手が決定された。
- 取得賞金順位[4][5][6]は、当年11月23日時点による。

| 車番   | 選手名     | 登録地 | 出場要件事項                  | 出場回数           |
| ------ | ---------- | ------ | ----------------------------- | ------------------ |
| 1      | 松浦悠士   | 広島   | 日本選手権（京王閣） 優勝     | 03回目 （3年連続） |
| 2      | 郡司浩平   | 神奈川 | 全日本選抜（川崎） 優勝       | 03回目 （3年連続） |
| 3      | 平原康多   | 埼玉   | 寬仁親王牌（弥彦） 優勝       | 12回目 （9年連続） |
| 4      | 古性優作   | 大阪   | オールスター（いわき平） 優勝 | 初出場             |
| 5      | 佐藤慎太郎 | 福島   | 取得賞金額 第7位              | 07回目 （3年連続） |
| 6      | 守澤太志   | 秋田   | 取得賞金額 第8位              | 02回目 （2年連続） |
| 7      | 吉田拓矢   | 茨城   | 競輪祭（小倉） 優勝           | 初出場             |
| 8      | 宿口陽一   | 埼玉   | 高松宮記念杯（岸和田） 優勝   | 初出場             |
| 9      | 清水裕友   | 山口   | 取得賞金額 第6位              | 04回目 （4年連続） |
|        |            |        |                               |                    |
| 誘導員 | 渡邉晴智   | 静岡   |                               |                    |

## 成績

### 競走成績
- 12月30日（木）[2][12][13][14]

| 着 | 車番 | 選手       | 齢 | 登録地 | 級 班 | 着差    | 決まり手 | 上がり (秒) | H/B | 特記           |
| -- | ---- | ---------- | -- | ------ | ----- | ------- | -------- | ----------- | --- | -------------- |
| 1  | 4    | 古性優作   | 30 | 大阪   | SS    |         | 捲り     | 11.4        |     |                |
| 2  | 3    | 平原康多   | 39 | 埼玉   | SS    | 2車身   | 差し     | 11.6        |     | 走注（斜行）   |
| 3  | 2    | 郡司浩平   | 31 | 神奈川 | SS    | 1/2車身 |          | 11.5        | S   | 走注（押上げ） |
| 4  | 5    | 佐藤慎太郎 | 45 | 福島   | SS    | 3/4車輪 |          | 11.5        |     |                |
| 5  | 1    | 松浦悠士   | 31 | 広島   | SS    | 1/2車身 |          | 11.6        |     |                |
| 6  | 6    | 守澤太志   | 36 | 秋田   | SS    | 1車輪   |          | 11.3        |     |                |
| 7  | 8    | 宿口陽一   | 37 | 埼玉   | SS    | 1/4車輪 |          | 11.9        | B   |                |
| 8  | 9    | 清水裕友   | 27 | 山口   | SS    | 3車身   |          | 12.1        |     |                |
| 9  | 7    | 吉田拓矢   | 26 | 茨城   | SS    | 大差    |          |             | JH  | 重注（YL踏切） |

### 配当金額
- 上段：複式、下段：単式

| 2枠連     | 2枠連       |             | 2車連        | 2車連        | 3連勝         | 3連勝           | ワイド                        | ワイド |
| 308,541票 | 308,541票   | 987,229票   | 987,229票    | 4,084,469票  | 4,084,469票   | 364,843票       | 364,843票                     |        |
|           |             |             |              |              |               |                 |                               |        |
| 3=4       | 660円 (1)   | 3=4         | 990円0 (4)   | 2=3=4        | 1,430円0 (3)  | 3=4 2=4 2=3     | 360円 (3) 460円 (6) 360円 (2) |        |
| 4-3       | 1,930円 (8) | 4-3         | 2,380円 (11) | 4-3-2        | 10,520円 (32) | 3=4 2=4 2=3     | 360円 (3) 460円 (6) 360円 (2) |        |
|           |             |             |              |              |               |                 |                               |        |
| 403,319票 | 403,319票   | 6,165,698票 | 6,165,698票  | 50,104,165票 | 50,104,165票  | 計 62,418,264票 | 計 62,418,264票               |        |

## エピソード
- 静岡での開催は、三谷竜生が優勝したKEIRINグランプリ2018以来3年ぶり2回目。

- 優勝賞金は2年ぶりに増額され、グランプリ史上初めて本賞金のみで1億円を突破し、ボートレースの賞金王決定戦競走の優勝賞金（1億円）を上回った[3]。なお、優勝賞金については、本賞金1億330万円に副賞500万円を加えた1億830万円が贈呈された[1]。

- 今開催も前回同様に、COVID-19の影響で入場制限を実施した上で開催された。一般入場については最終日に限り入場証（事前に抽選。当選者に発送済み）を持参した者のみを入場可能とした（最大5,000人[注 2]）が、初日・二日目に関しては入場証は不要であった（但し、場内滞留者数が5,000人を超えた場合は入場制限を実施するとしていた[注 3]）。なお、特別観覧席については三日間とも事前申込のうえ当選者に送付した入場証を持参した者のみ入場可能とした。また、今回は前回とは異なり居住地による制限は加えなかった。更に、この年以降はレースカットの可能性がある兼ね合いでトリプルグランプリの競輪場・場外での前々日・前日の前売発売を取りやめている[注 4]。

- 毎回恒例となっているKEIRINグランプリ前夜祭については今回は取りやめ、12月21日に共同記者会見のみをリモートで実施した[18][19][20]。また、静岡での前回大会と同様、グランプリの車番については共同記者会見の場で、選考期間のGI優勝回数、獲得賞金の多い順に出場選手が空いている番号から希望する車番を選択して決定した[21][8][注 5]。

- テレビ中継は、地上波では「坂上忍の勝たせてあげたいTV　KEIRINグランプリ2021」《日本テレビ系列全国ネット》[22][23]を放送。解説は加藤慎平、実況は筒井大輔が担当。今回はゲストの武豊、武井壮を含め全員が静岡競輪場に乗り込み、メインスタンド上層階に設けた特設スタジオから中継を行った[注 6]。一方、ラジオ中継は、前年に続き組まれなかった。このほか、シリーズ初日のガールズグランプリに限り、定額制動画配信サービスのスポーツ・チャンネル「DAZN」でも初めて中継・配信が行われた（DAZNでの競輪中継は今回が初だった）[24]。

- GP単体の売上は、前回大会を約6億円上回る62億4182万6400円。なお、KEIRINグランプリの売り上げが62億円を超えたのは、伏見俊昭が優勝したKEIRINグランプリ07（2007年）以来14年ぶりだった。

- シリーズ全体での目標額は120億円[25]だったが、最終的に3日間の総売上は129億5336万8200円[26]（前回比約110%）となり、目標額を大きく上回った。
  - 2億8669万1400円 - 本場
  - 56億5303万0200円 - 場外
  - 70億1364万6600円 - 電話・インターネット投票
  - 129億5336万8200円 - 計

### 競走データ
- 先頭誘導員を務めた渡邉晴智は、過去3回KEIRINグランプリに出場。グランプリレーサーがのちのKEIRINグランプリで先頭誘導員を務めたのは、渡邉が初となった[27]。

- 補欠選手は当初山口拳矢とされたが、のち浅井康太が繰り上がった[28][注 1]。仮に山口拳矢が出場していれば、デビューから史上最短でのグランプリ出場者となっていた。　→こちらも参照。

- グランプリ直前に出場した広島GIIIで初日に落車して右鎖骨骨折という大怪我を負った守澤太志は、出場が危ぶまれたものの共同記者会見に出席した際に出場する意向を示した[31]。

- 前回当地で行われた2018年と同様に、ガールズグランプリの選手入場時の選手名読み上げは中田まみが、寺内大吉記念杯競輪・ヤンググランプリ・KEIRINグランプリの選手入場時の選手名読み上げは鈴木克馬が担当。

- 通常、出場選手は他のグランプリシリーズ出場選手と同様に前検日（12月27日）に競輪場入りするが、今回はCOVID-19の対策のため開催初日の12月28日に競輪場入りした[1]。

- 優勝の古性優作は、前年のKEIRINグランプリ2020の和田健太郎に続き、2年連続史上11例目の初出場初優勝（第1回を除く）を果たした。大阪支部所属選手による大会初制覇（近畿勢としてはKEIRINグランプリ2018の三谷竜生以来）[32]。また、第35回から3年連続して4番車の優勝となった。